# Pere Vidiella i Simó

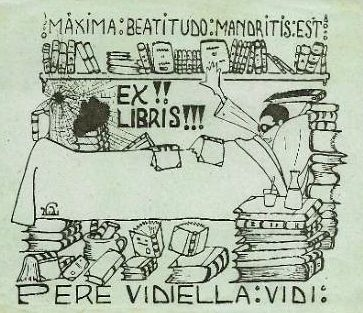
Ex-libris de Pere Vidiella

Pere Vidiella i Simó (Reus, 1893 - 1975) va ésser un escultor i dibuixant.
Fill de Ramon Vidiella i Balart, es formà a l'estudi de l'escultor Josep Llimona, a Barcelona, amb qui col·laborà en l'escultura Desconsol, del Parc de la Ciutadella. Va mantenir contacte amb l'arquitecte Gaudí i estudià a l'escola de Belles Arts. Se'n va anar a París per a ampliar estudis, on es dedicaria, també, a la tècnica de l'estampat de bàtiks. Els seus inicis en el món de les arts plàstiques van ser en l'escultura, però aviat es decantà cap el dibuix, que plasmà en la caricatura i en la publicitat.
El 1915 va fer una exposició de caricatures a Reus, a la Societat El Círcol, junt amb el seu germà Ramon. El 1916 organitzà a Reus un Saló d'Humoristes, amb els germans Ernest i Ferran Casajuana, on van participar els organitzadors i també caricaturistes de Barcelona i Madrid, com Ricard Opisso, Feliu Elias "Apa", Lluís Elias "Anem", Romà Bonet "Bon", Francesc Labarta, Josep Costa Ferrer "Picarol" i altres. De 1926 a 1928 exercí de professor de dibuix a l'Institut d'Osuna (Sevilla), on feu una exposició d'escultures. De 1929 a 1937 exercí de professor de dibuix a l'Institut de Tortosa (Tarragona). Realitzà molts anuncis publicitaris que signava sempre amb el pseudònim Vidi. Dibuixà també a la premsa local reusenca, especialment a Foment, on també feia crítica d'art, a revistes satíriques com L'Esquellot, i a la premsa barcelonina: l'Esquella de la Torratxa, Papitu, etc., principalment caricatures i acudits gràfics.

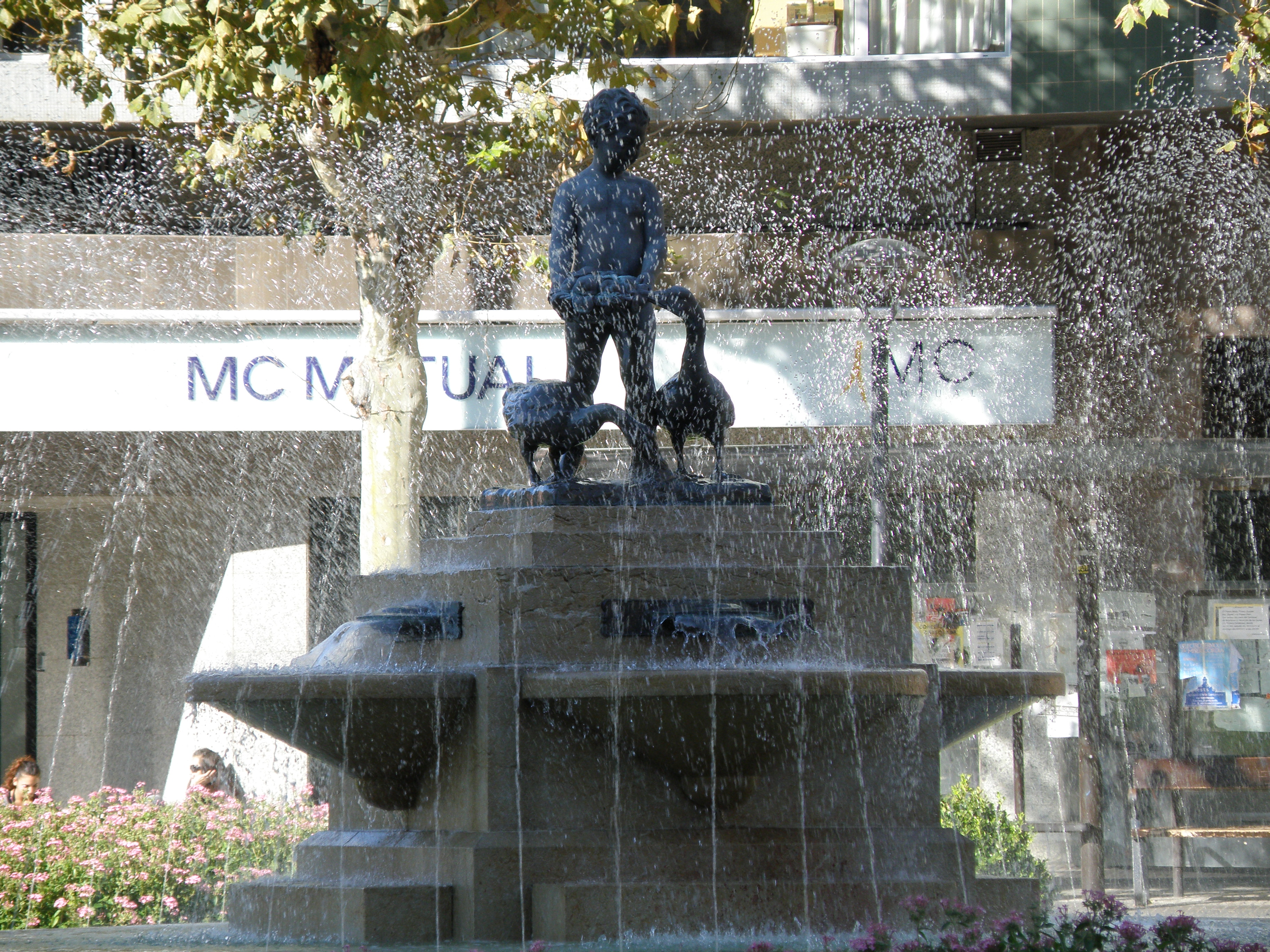
Nen de les oques - Reus

Entre el 1937 i el 1963 -any de la seua jubilació- exercí de professor a l'Institut de Reus, a més de fundar-hi una acadèmia d'art. Com a escultor, la seva obra no va ser molt prolífica, tot i que realitzà diverses exposicions. A la seva ciutat és conegut també com l'autor de la font El nen de les oques, a la Plaça de les Oques de Reus, estrenada el 1942 com una font provisional en una de les fires de mostres que es van fer a la ciutat, i que després, fosa en bronze, va ser instal·lada de manera definitiva a la plaça. La seva ciutat li va dedicar un carrer.